# Dhimay

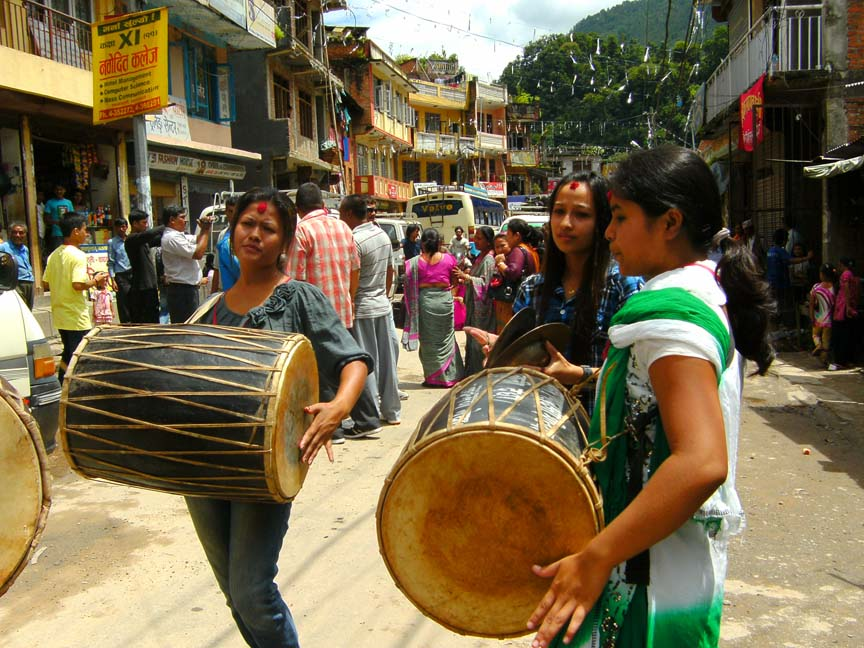
Dhimay

Dhimay (Nepali िधमय), auch dhime (धिमे), ist eine im Kathmandu-Tal verbreitete zweifellige Röhrentrommel, die traditionell aus Holz und heute meist aus Messing- oder Zinnblech besteht und von der Volksgruppe der Newar gespielt wird.

## Bauform
Die dhimay hat etwa die Größe eines Ölfasses (wird manchmal auch aus einem solchen hergestellt) und ist beidseitig mit Wasserbüffelhaut bespannt. Traditionell gefertigte, hölzerne dhimay sind etwas kleiner und besitzen Membrane aus Ziegenhaut. An der Innenseite des linken Fells ist eine Stimmpaste angebracht, welche die Grundfrequenz herabsetzt. Die Stimmpaste besteht aus Senföl vermischt mit zerstoßenen Rizinus- und Apfelsamen. Dadurch produzieren beide Felle, obwohl gleich groß, unterschiedlich hohe Töne. Das tiefe Fell wird mit der Hand, das hoch klingende mit einem spiralförmig gebogenen Stab geschlagen.

## Spielweise
Ein dhimay-Ensemble (dhimaybaja) besteht aus mehreren dhimay und großen Messingbecken, die buchyah und in Bhaktapur sichyah genannt werden. Die dhimay ist ein Prozessionsinstrument, das fast ausschließlich beim Gehen oder Tanzen gespielt wird, was ob ihres Gewichts auf die Dauer sehr anstrengen kann. Sie ist stark in die religiösen Vorstellungen der Newar eingebettet. So werden die beiden Felle als Sitz zweier gegensätzlicher Aspekte der Musikgottheit betrachtet: rechts sitzt Nasah, die für die Inspiration zuständig sein soll, links Haima, der den Musiker ablenken und aus dem Konzept zu bringen versucht. Aus diesem Grund wird die dhimay immer mit der Haima-Seite (links) nach unten bzw. zur Wand abgestellt oder aufgehängt.
Bis 1995 waren dhimay-Trommler ausschließlich Männer der Newar. Seither hat sich das Trommelspiel auf der dhimay auch auf andere Kasten und auf Frauen ausgedehnt. Kleinere zweifellige Trommeln der Newar sind madal und pashchima. Die allgemeine Bezeichnung für Trommeln, die auch in zusammengesetzten Wörtern vorkommt, ist khim.